# Eriocaulon papillosum
Eriocaulon papillosum är en gräsväxtart som beskrevs av Friedrich August Körnicke. Eriocaulon papillosum ingår i släktet Eriocaulon och familjen Eriocaulaceae. Inga underarter finns listade i Catalogue of Life.